# Communauté de communes du Pays de Limours
Die Communauté de communes du Pays de Limours (CCPL) ist ein französischer Gemeindeverband mit der Rechtsform einer Communauté de communes im Département Essonne in der Region Île-de-France. Sie wurde am 17. Dezember 2001 gegründet und umfasst 14 Gemeinden. Der Verwaltungssitz befindet sich im Ort Briis-sous-Forges.

## Mitgliedsgemeinden
| Gemeinde                                  | Einwohner 1. Januar 2022 | Fläche km² | Dichte Einw./km² | Code INSEE | Postleitzahl |
| ----------------------------------------- | ------------------------ | ---------- | ---------------- | ---------- | ------------ |
| Angervilliers                             | 1.720                    | 9,01       | 191              | 91017      | 91470        |
| Boullay-les-Troux                         | 632                      | 4,80       | 132              | 91093      | 91470        |
| Briis-sous-Forges                         | 3.375                    | 10,86      | 311              | 91111      | 91640        |
| Courson-Monteloup                         | 570                      | 3,74       | 152              | 91186      | 91680        |
| Fontenay-lès-Briis                        | 2.322                    | 9,72       | 239              | 91243      | 91640        |
| Forges-les-Bains                          | 4.138                    | 14,58      | 284              | 91249      | 91470        |
| Gometz-la-Ville                           | 1.512                    | 9,86       | 153              | 91274      | 91400        |
| Janvry                                    | 649                      | 8,24       | 79               | 91319      | 91640        |
| Les Molières                              | 1.935                    | 7,02       | 276              | 91411      | 91470        |
| Limours                                   | 6.408                    | 14,25      | 450              | 91338      | 91470        |
| Pecqueuse                                 | 567                      | 7,40       | 77               | 91482      | 91470        |
| Saint-Jean-de-Beauregard                  | 471                      | 3,97       | 119              | 91560      | 91940        |
| Saint-Maurice-Montcouronne                | 1.540                    | 9,03       | 171              | 91568      | 91530        |
| Vaugrigneuse                              | 1.451                    | 6,06       | 239              | 91634      | 91640        |
| Communauté de communes du Pays de Limours | 27.290                   | 118,54     | 230              | –          | –            |